# Dasyprocta ruatanica
El agutí de Roatán o guatuza (Dasyprocta ruatanica) es una especie de roedor histricomorfo de la familia Dasyproctidae; es uno de los roedores más amenazados del Nuevo Mundo. Sólo habita la isla de Roatán, en el Caribe hondureño.
Su principal diferencia con el agutí centroamericano es el tamaño, ya que estos son más pequeños.
Se puede llegar a encontrar en complejos hoteleros como el Fantasy Island Beach Resort. 
Su existencia está amenazada por pérdida de hábitat y degradación inducida por humanos; también por caza.